# Alejandro Agag
Alejandro Tarik Agag Longo (Madrid, 18 settembre 1970) è un imprenditore e politico spagnolo, presidente del campionato automobilistico di Formula E.

## Biografia
Nato da un padre algerino-belga Youssef Agag, un banchiere, e da madre spagnola, Agag ha ricevuto un'educazione internazionale a Madrid, Parigi e New York. Agag si è laureato in Economia e Commercio presso il Colegio Universitario de Estudios Financieros (CUNEF) di Madrid. Parla fluentemente quattro lingue, spagnolo, inglese, francese e italiano.

### Carriera

#### Politica
La carriera politica di Agag iniziò quando, all'età di 18 anni, divenne membro di Nuevas Generaciones (NNGG), l'organizzazione giovanile del principale partito di centro-destra spagnolo Partido Popular.
Dopo essere stato attivamente coinvolto nella politica mentre all'Università, si è rapidamente spostato nelle file della struttura giovanile del partito, unendosi, grazie alla sua conoscenza delle lingue, al dipartimento relazioni internazionali.
Durante questo periodo Agag ha viaggiato a lungo rappresentando NNGG in organizzazioni come DEMYC (Democrat Youth Community of Europe) e EYCD (European Young Christian Democrats), partiti di centro-destra dell'Europa e dal mondo che hanno riunito le forze politiche giovanili. Agag è stato eletto Segretario Internazionale di NNGG al congresso nel 1994.
Nello stesso anno, Agag si è laureato in economia e ha ricevuto l'offerta di un posto come Vice Segretario Generale del Partito Popolare Europeo. Un'offerta che era il risultato diretto dell'elezione, alcuni mesi prima, del tedesco Klaus Welle come Segretario Generale. Welle e Agag si sono incontrati a livello di organizzazioni giovanili, e Welle ha portato Agag con lui al EPP. Agag all'epoca aveva 23 anni.
In qualità di vice segretario generale, Agag era responsabile del coordinamento dei diversi gruppi di lavoro politici all'interno del EPP e della stesura dei documenti politici da presentare al congresso.
Nel 1996 il centro-destra ha vinto le elezioni in Spagna, e ad Agag è stato offerto un posto per diventare l'aiutante del presidente del governo, José María Aznar. Il Presidente ha tre collaboratori, un diplomatico, un militare e uno politico (Agag). Aveva 25 anni e trascorse tre anni in quella posizione.
Nel 1999, a 28 anni, è stato eletto deputato al Parlamento europeo. È entrato a far parte della commissione Affari economici e monetari, concentrandosi sulla politica antitrust. Nel 2000 ha diretto la relazione del Parlamento sulla politica antitrust ed è stato attivo nella riformulazione delle attuali norme.

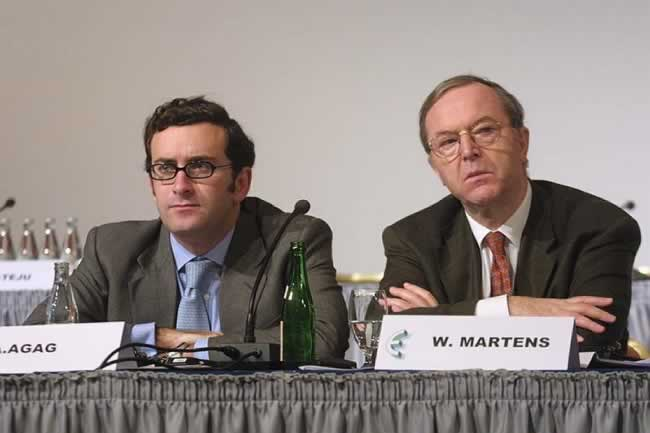
Agag e Wilfried Martens al congresso del Partito popolare europeo a Berlino (2001)

All'inizio dello stesso anno era stato anche eletto segretario generale del Partito popolare europeo, in sostituzione del suo collega Klaus Welle. Nel corso del suo mandato come SG l'organizzazione si è espansa ad est dell'Europa, durante questo periodo ha incorporato più di 20 nuovi partiti politici della regione. Nel corso di quell'anno, per la prima volta, il EPP ha vinto le elezioni del Parlamento europeo ed è diventato la più grande forza politica in Europa.
Agag è stato molto attivo anche in Italia. Prendendo una decisione controversa, e contro alcuni membri dell'organizzazione, ha spinto per l'accettazione di Forza Italia, il partito di Silvio Berlusconi, nel EPP. Questo è stato d'aiuto a Berlusconi, che ha vinto le elezioni in Italia nel 2001.
Nel 2000 Agag è stato eletto in Messico Segretario Generale dell'Internazionale Democratica Cristiana, ribattezzata in quell'incontro Internazionale Democratica Centrista. Questa organizzazione politica globale ha più di 90 partiti membri provenienti da tutto il mondo.
Nel 2001 Agag ha deciso di cessare la sua attività politica per iniziare una carriera nel mondo degli affari e dello sport. L'anno successivo è stato succeduto al EPP da un vecchio amico, Antonio López-Istúriz.

#### Finanza
Nel 2002 Agag si trasferisce a Londra e inizia la propria attività di consulenza. È stato molto attivo in molteplici settori, tra cui telecomunicazioni, energia e soprattutto media. Agag ha esteso la sua attività alla consulenza finanziaria e alla gestione di fondi, costituendo una società denominata Addax Capital LLP, regolamentata dalla FSA. Agag è attualmente presidente dell'Addax ed è stato affiancato nel 2009 da Ignacio Muñoz Alonso, ex CEO della Rothschild Bank in Spagna.
Nel 2007, il Financial Times lo ha nominato uno dei 10 "shakers and movers" dell'economia spagnola, ed è stato descritto come un "politico fiducioso, economista, banchiere e affarista instancabile".
Agag è spesso citato dai media per la sua vasta gamma di contatti, sia politici che commerciali, provenienti da tutto il mondo. Il giornale spagnolo "El Pais" una volta ha descritto la sua carta SIM Nokia come "Inestimabile".
Nel 2008, GQ Magazine lo ha eletto come "Uomo d'affari spagnolo dell'anno".
A settembre del 2011, la stampa italiana pubblica le intercettazioni della Digos nell'ambito di un'inchiesta per corruzione internazionale condotta dal pm napoletano Vincenzo Piscitelli nei confronti di Finmeccanica. Agag risulta il destinatario di una commissione su un contratto da 600 milioni di euro, sottratta alla modella Debbie Castaneda, che nel frattempo era divenuta consulente commerciale del gruppo per questo Paese.

#### Sport
L'attività commerciale di Agag nell'ambito dello sport si concentra principalmente su sport motoristici e il calcio. Secondo il quotidiano spagnolo "El País", Agag, insieme a Flavio Briatore, ha acquisito e gestito per un certo periodo i diritti TV della Formula Uno per la Spagna. Questo risultato è stato raggiunto attraverso una società con sede nel Regno Unito e ha svolto un ruolo chiave nella grande espansione della Formula Uno in Spagna, dove il pubblico televisivo di tale sport è cresciuto in anni recenti. Agag è anche molto coinvolto nella sponsorizzazione del campionato.
Agag era il proprietario del Barwa Addax GP2 Series Team, che ha vinto il titolo nel 2008 e si è aggiudicato il secondo posto nel 2009. A metà 2007 è subentrato nel team dell'ex pilota spagnolo Adrián Campos. Lo sponsor principale del team era la società immobiliare Barwa. Tre piloti del team Addax, Romain Grosjean, Vitaly Petrov e Lucas Di Grassi sono passati in Formula 1. Nel 2010 Agag ha iniziato a competere anche in GP3 con l'Addax GP3 Team.
Per il suo coinvolgimento nel mondo dello sport, Agag ha stretto amicizia con Flavio Briatore, Bernie Ecclestone e Lakshmi Mittal. Insieme, hanno acquistato il club di calcio inglese Queens Park Rangers nel 2007.
Agag ha ricoperto la carica di presidente del QPR per alcuni mesi durante l'acquisizione, rimanendo poi come azionista. Il piano era quello di far promuovere il QPR nella Premier League, un'impresa che è stata raggiunta nel 2011.
Attualmente è responsabile del campionato di Formula E, una serie interamente composta da auto elettriche. La stagione inaugurale è stata nel 2014-2015. La Formula E, di cui Alejandro Agag è CEO, ha organizzato gare in diverse città del mondo: Pechino, Putrajaya, Punta del Este, Buenos Aires, Roma, Miami, Long Beach, Monaco, Berlino, Mosca e Londra. Le gare si svolgono su circuiti stradali e il primo appuntamento è stato a Pechino il 13 settembre 2014.

### Vita privata
Il 5 settembre 2002 Agag ha sposato Ana Aznar Botella, figlia dell'allora Primo ministro José María Aznar, e Ana Botella. Tra gli ospiti vi erano il re Juan Carlos I e la regina Sofia di Spagna, oltre al Primo ministro britannico Tony Blair e quello italiano Silvio Berlusconi.